# 奧雷·布爾
奧雷·布爾（Ole Bull）是一位挪威小提琴演奏家和作曲家。根據羅伯特·舒曼說法，他的演奏速度和清晰度與尼古洛·帕格尼尼處於同一水平。

## 生平
奧雷·布爾在德國生活了一段時間後，他前往巴黎學習法律。1832年，他在巴黎與摩拉維亞小提琴演奏家海因里希·威爾海姆·恩斯特同住一間房間。他最終成功成為一名高水準的演奏家，並舉辦了數千場音樂會。1837年僅在英格蘭，就演出多達274場，他還前往英國一些較偏遠的地區。凱薩琳·達爾文（Catherine Darwin）曾告訴哥哥查爾斯·達爾文—當時「最佳表演者是奧雷·布爾，我認為他比帕格尼尼更優秀」 。布爾變得非常有名並賺進巨額財富。據信他創作了70多部作品，如今已知的只有大約10部。最著名的是《擠奶女工的星期日》（Sæterjentens søndag）。
布爾隨後捲入了挪威浪漫民族主義高漲的浪潮，並讚揚挪威作為一個獨立於瑞典主權國家的想法，這一想法於1905年成為現實。
1858年夏天，布爾結識了15歲的愛德華‧葛利格。布爾是葛利格家族的朋友，因為奧雷·布爾的兄弟娶了葛利格母親的妹妹。布爾注意到了愛德華的才華，並說服他的父母把他送到萊比錫音樂學院來進一步發展。在1860年代和1870年代，布爾在美國進行了幾次巡演，經常由女高音瓦里安·霍夫曼、男中音伊格納茨·波拉克和鋼琴家愛德華·霍夫曼陪同。他是國家和平周年慶典（1869年6月15日至19日）的首席小提琴手，該慶典由525名演奏者組成管弦樂隊。
羅伯特·舒曼曾寫道，布爾是「最偉大的演奏家」之一，他的演奏速度和清晰度與尼科洛·帕格尼尼處於同一水平。布爾也是弗朗茨·李斯特的朋友，曾多次與他合作。